# Festa italiana
Festa italiana è stato un programma televisivo italiano di genere talk show, ideato da Giorgio Gambino e andato in onda su Rai 1 dal 12 settembre 2005 al 28 maggio 2010, che si occupava di attualità, pettegolezzi e storie raccontate da gente comune. Festa italiana è stata abbinata nella quarta edizione alla Lotteria Italia. Nella stagione 2010-2011 Festa italiana viene cancellata a causa dell'arrivo nel palinsesto di Rai 1 di Se... a casa di Paola, programma che andrà in onda solo per quell'annata, venendo sostituito nel settembre 2011 da Buon pomeriggio Italia!.

## Il programma
La trasmissione, condotta da Caterina Balivo, andava in onda dal lunedì al venerdì in due parti, separate dalla soap opera Incantesimo: durante la prima parte partecipano in studio come ospiti due personaggi noti che commentano le notizie con la conduttrice (14:10-14:45) e nella seconda si dà spazio alle storie raccontate dai loro protagonisti (15:15-16:15). Tra gli opinionisti del programma sono soliti Alessandro Rostagno, Marta Flavi, Corrado Tedeschi e Samantha De Grenet. 

## Edizioni
| Edizione | Inizio    | Conduzione      | Orario      | Studio                                  |
| -------- | --------- | --------------- | ----------- | --------------------------------------- |
| 1        | 2005-2006 | Caterina Balivo | 14:10-16:10 | Centro di produzione Rai di Via Teulada |
| 2        | 2006-2007 | Caterina Balivo | 14:10-16:10 | Centro di produzione Rai di Via Teulada |
| 3        | 2007-2008 | Caterina Balivo | 14:10-16:10 | Centro di produzione Rai di Via Teulada |
| 4        | 2008-2009 | Caterina Balivo | 14:10-16:10 | Centro di produzione Rai di Via Teulada |
| 5        | 2009-2010 | Caterina Balivo | 14:30-16:15 | Centro di produzione Rai di Via Teulada |

## Puntate speciali
Nella terza edizione Festa italiana, nella puntata del 29 aprile 2008, ebbe tra l'altro come ospiti in esclusiva i Bee Hive, band degli anni '80, in occasione della loro attesa reunion. La puntata registrò buoni ascolti, richiamando tanti fans che aspettavano l'arrivo della band fuori dagli studi del Centro di produzione Rai di Via Teulada.

## Rubriche
Nelle due ore di diretta la conduttrice Caterina Balivo incontra i protagonisti delle quattro rubriche della trasmissione:
- Emozioni: gli amori, le amicizie e le storie di vita vissuta raccontati con la voce del cuore e selezionati non solo seguendo fatti di cronaca noti, ma anche tra le lettere giunte in redazione. La rubrica darà così volto e voce ai sentimenti, che saranno i protagonisti assoluti di questo spazio.
- Ti cerco: capita spesso di incontrare lungo il cammino della propria esistenza persone, che per motivi diversi, segnano momenti importanti della nostra vita, lasciando una traccia indelebile del loro passaggio. Capita però che queste persone, nel corso degli anni, si perdano di vista. La rubrica, che aiuterà tutti quei telespettatori che vorranno ritrovare una persona cara, promette incontri emozionanti.
- Personaggi: i cantanti, gli attori e i comici di ieri e di oggi, si metteranno a nudo e apriranno la porta della loro vita privata raccontando come vivono i sentimenti, quanto siano importanti nella loro vita e quando, come e per chi il loro cuore ha battuto forte.
- Bambini: uno spazio dedicato a tutti quei bambini che hanno voglia di esprimere il proprio talento, sia nella musica come nella recitazione o nel canto, con la possibilità di esibirsi dal vivo in studio. Con i loro genitori conosceremo anche uno spaccato familiare carico di amore, affetto e speranza nel futuro.

## Ascolti
Il programma è stato un successo che ha avuto come media il 18% di share in tutte e cinque le stagioni con picchi del 30% di share in alcune puntate. Il 27 novembre 2008 la trasmissione fa segnare un picco di ascolto storico vicino al 31% di share. La trasmissione colleziona ogni giorno buoni ascolti ed il 30 dicembre 2009 fa segnare uno nuovo picco storico del 31,35% di share.